# Il cuore non invecchia
Il cuore non invecchia è un film muto italiano del 1913 diretto e interpretato da Ernesto Vaser.